# Jezioro Dobropolskie
Jezioro Dobropolskie (również Jezioro Dobropolskie-Golenickie) (niem. Dobberphuler See - Schildberger See) – jezioro w Polsce, położone w województwie zachodniopomorskim, na Pojezierzu Myśliborskim, na zachodnim krańcu wsi Golenice, na wschód wsi Dobropole. Położone jest w obniżeniu terenu pomiędzy bezleśnymi wzniesieniami. Północny brzeg wysoki i stromy, południowy niski i zatorfiony. Linia brzegowa nieregularna. Jezioro jest objęte ochroną w ramach Obszaru Natura 2000 "Jezioro Dobropolskie" (PLH 320070).